# Otto Binder

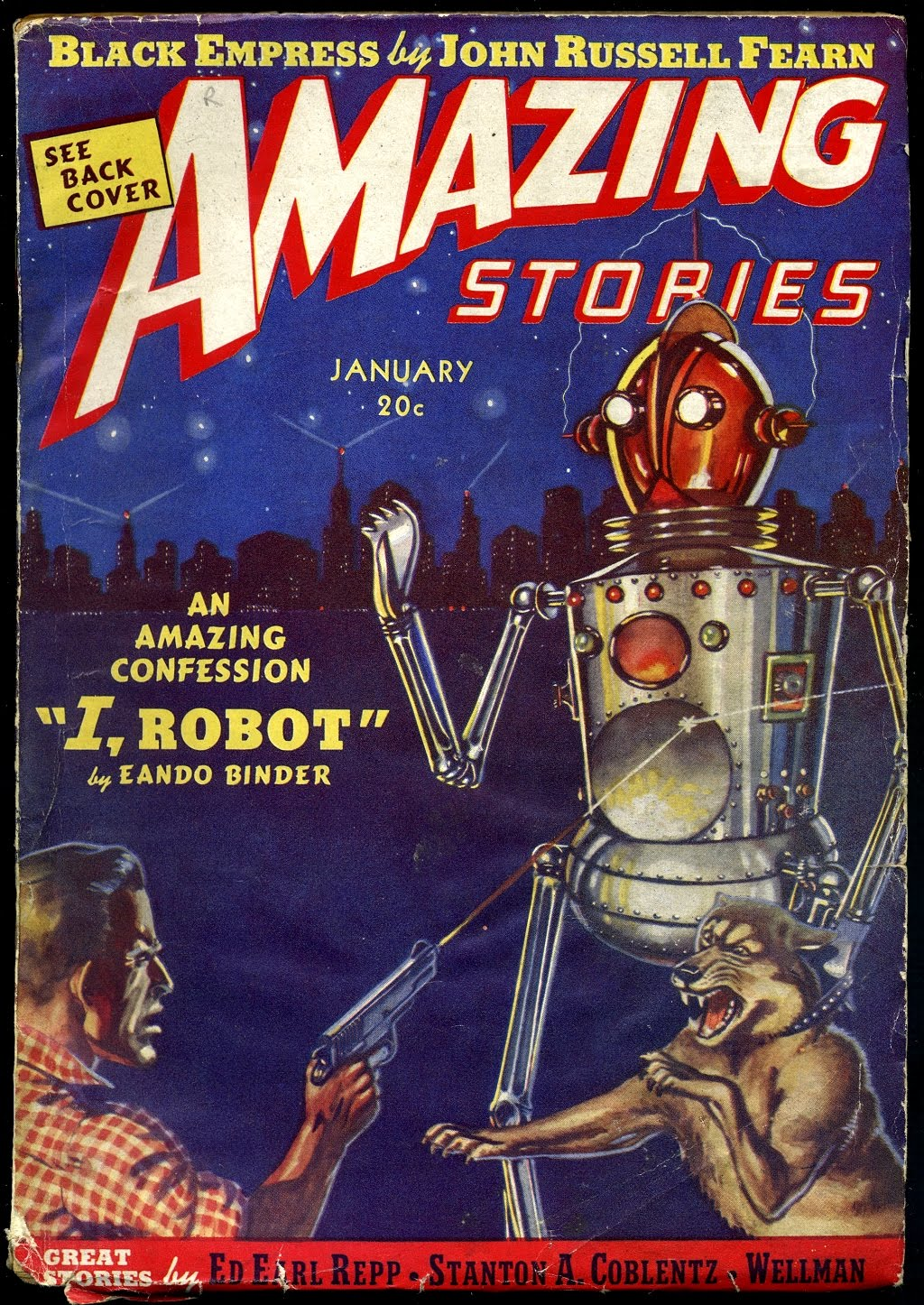
" I, Robot " de Binder va ser la portada del número de gener de 1939 d' Amazing Stories

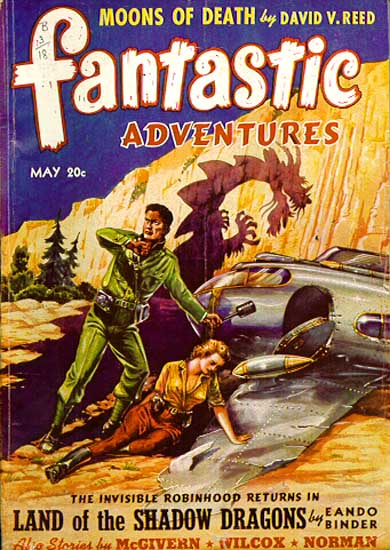
La novel·la de Binder Land of the Shadow Dragons va ser la portada del número de maig de 1941 de Fantastic adventures

Otto Binder   (Bessemer, 26 d'agost de 1911 - Nova York, 13 d'octubre de 1974) va ser un autor nord-americà de llibres i històries de ciència-ficció i no ficció, i còmics. És conegut sobretot com a co-creador de Supergirl i pels seus nombrosos guions per a Captain Marvel Adventures i altres històries que involucren a tota la família de superherois Familia Marvel. Va ser prolífic en el camp dels còmics i se li atribueix l'escrit de més de 4.400 històries a través d'una varietat d'editorials sota el seu propi nom, així com més de 160 històries sota el pseudònim d'Eando Binder.

## Biografia
Nascut a Bessemer, Michigan, Otto Binder era el més petit de sis fills nascuts en una família germanoluterana que havia emigrat d'Àustria un any abans. Es van establir a Chicago el 1922, durant un període ric en ciència-ficció, que va captivar Binder i el seu germà Earl. Els dos van començar a escriure en associació i van vendre la seva primera història, "The First Martian" a Amazing Stories el 1930; es va publicar l'any 1932 amb el pseudònim " Eando Binder " ("E" i "O" Binder).
No guanyaven prou com a escriptor, Binder i el seu germà van treballar en moltes feines. Earl va trobar feina en una fàbrica de ferro. A finals de desembre de 1935, Otto Binder va començar a treballar per a Otis Adelbert Kline com a agent literari a càrrec de l'oficina de Kline a la ciutat de Nova York comercialitzant de manera més destacada les històries de Robert E. Howard, encara que el negoci insuficient durant aquesta era de la Gran Depressió. va obligar a Kline a tancar la seva empresa després d'un any i mig. En el moment del trasllat d'Otto a la ciutat de Nova York, Earl Binder va dissoldre l'associació d'escriptura, i tot el material nou produït sota el nom d'Eando Binder a partir de gener de 1936 va ser únicament obra d'Otto Binder. Simultàniament amb el seu treball d'agent, Binder estava escrivint per a Mort Weisinger, editor de Thrilling Wonder Stories, i Ray Palmer, editor d' Amazing, per a aquest darrer dels quals va crear la sèrie Adam Link.

### Fawcett Comics i Capitana Marvel
Binder va entrar al còmic l'any 1939 després del seu germà artista, Jack, que es va traslladar a Nova York per treballar a l'estudi de Harry "A" Chesler, un dels "empaquetadors" d'aquella època que proporcionava contingut subcontractat per als editors que entraven al nou mitjà dels còmics. L'any següent, l'editor de la revista Fawcett Publications va començar la seva línia Fawcett Comics, i Binder va començar a escriure les gestes de personatges com Captain Venture, Golden Arrow, Bulletman i El Carim. Després d'un any, l'editor Ed Herron va fer que Binder abordés el personatge més destacat de Fawcett, el superheroi Capità Marvel. Aviat va escriure per a les característiques derivades protagonitzades per Captain Marvel, Jr. i Mary Marvel, la darrera de les quals va co-crear amb Marc Swayze.
Binder va passar de 1941 a 1953 amb Fawcett, escrivint "986 històries... de 1.743, més de la meitat de tota la saga de la família Marvel ", segons l'escriptor i editor de còmics E. Nelson Bridwell. El seu primer escrit per Captain Marvel va ser la novel·la "Dime Action Book" Return of the Scorpion, amb el vilà de la sèrie de la República de 1941 The Adventures of Captain Marvel. La seva primera història al còmic de Captain Marvel va ser "Captain Marvel Saves the King" a Captain Marvel Adventures núm. 9 (abril de 1942). Va escriure per a nombroses altres funcions de Fawcett, així com per a molts emplenats de text de dues pàgines que eren necessaris als còmics per ser elegible per a les tarifes postals de les revistes. Les seves històries de text a Captain Marvel Adventures, sota el pseudònim "Eando", van protagonitzar el tinent Jon Jarl de la Space Patrol. Durant la seva estada a Fawcett, Binder va co-crear amb Swayze i CC Beck personatges com Mary Marvel, Uncle Dudley, Black Adam i Mr. Mind, així com dos dels quatre fills del Doctor Sivana: els malvats adolescents Thaddeus Sivana Jr. i la filla Georgia. Binder i Beck van intentar, sense èxit, llançar una tira còmica de diari amb Mr. Tawky Tawny el 1953.

### Altres treballs de còmics
Binder va deixar Fawcett quan la companyia va tancar la seva divisió de còmics el 1953, però no va trobar escassetat de feina. Per a Timely Comics, la companyia dels anys quaranta que evolucionaria cap a Marvel Comics, va [co]crear Captain Wonder, the Young Allies, Tommy Tyme i la superheroïna de temàtica patriòtica Miss America, i va escriure per a històries protagonitzades pel Capità Amèrica, la Human Torch, el Submariner, el Destroyer, el Whizzer i l'All-Winners Squad.
Per a Quality Comics, Binder va co-crear Kid Eternity i va escriure històries de Blackhawk, Doll Man, Uncle Sam i Black Condor. Per a MLJ Comics (posteriorment conegut com Archie Comics ), va escriure històries protagonitzades per Steel Sterling, The Shield, the Hangman i Black Hood. A Gold Key Comics, Binder va co-crear Mighty Samson i altres personatges. La seva ciència-ficció per a EC Comics inclou "Lost in Space", il·lustrada per Al Williamson, a Weird Science-Fantasy núm.28 (març-abril de 1955).

### DC Comics
El 1948, Binder va començar a treballar per a DC Comics, aleshores coneguda com National Periodical Publications, creant ràpidament Merry, Girl of 1.000 Gimmicks, al llargmetratge " Star-Spangled Kid ", el lloc del qual Merry aviat va ocupar Star-Spangled Comics.
Després va passar al seu treball més conegut de DC, el grup de títols Superman, inclòs el llançament de la sèrie Superman's Pal Jimmy Olsen el 1954. Binder i l'artista Al Plastino van col·laborar en la història de Superboy a Adventure Comics núm.247 (abril de 1958) que va presentar la Legion of Super-Heroes, un equip de superherois adolescents del futur que finalment es va convertir en una de les funcions més populars de DC. Binder i Plastino van estrenar el supervillano Brainiac i la Bottle City of Kandor a Action Comics núm.242 (juliol de 1958) i van co-crear Supergirl in Action Comics núm.252 (maig de 1959). Amb diversos artistes col·laboradors, va co-crear Krypto the Super Dog, the Phantom Zone, i els personatges secundaris Lucy Lane, Beppo the Super Monkey i Titano the Super Ape. Al primer número de Superman's Pal Jimmy Olsen, va presentar el rellotge de senyal de Jimmy Olsen, i al número 31, la identitat de Jimmy's Elastic Lad. Va escriure la funció de Lois Lane a Showcase núm.9 (agost de 1957) que va servir com a prova per a la pròpia sèrie del personatge.
L'escriptor i editor de DC E. Nelson Bridwell acredita que Binder va crear el primer "Imaginary Tale, for Lois Lane", i que va escriure "la majoria de les primeres" històries de Bizarro, incloent almenys les primeres "Tales of the Bizarro World" característica. La primera aparició al còmic del personatge va ser a Superboy núm.68 (octubre de 1958) de Binder i l'artista George Papp i Bizarro World es va presentar a Action Comics núm.263 (abril de 1960). Binder va escriure el que Bridwell anomena el "[storyline] clàssic 'Superman's Return to Krypton '". La seva darrera història de Superman va ser "The Cage of Doom" a Action Comics núm.377 (juny de 1969).
Binder va aparèixer en una història del primer número de Shazam, la recuperació dels anys 70 de DC Comics del Capitana Marvel original. El personatge de Binder, dibuixat per CC Beck, coneix un jove Billy Batson i es sorprèn que el noi, desaparegut des de fa 20 anys, encara sigui un nen.

### Llibres
Binder va ser un defensor de la teoria dels antics astronautes i un creient en la vida extraterrestre. La teoria de Binder era que els éssers humans són "homo híbrid", un "encreuament interestel·lar" (meitat humà, meitat extraterrestre). Va discutir per primera vegada aquesta hipòtesi al seu llibre de 1968 Flying Saucers Are Watching Us (més tard anomenat Unsolved Mysteries of the Past, Tower Publications; edició de reedició, 1970). Va escriure Mankind Child of the Stars amb Max Flindt el 1974, discutint el concepte d'"astroevolució". Erich von Däniken va escriure un pròleg per al llibre, que va ser revisat i reimprès el 1999. Va escriure àmpliament sobre els ovnis a revistes, inclosos articles que detallaven les experiències del reclamat contacte amb ovnis Ted Owens.

### Noves obres
La història inèdita de Binder de 1953, "The Unwanted", ha estat adaptada com a novel·la gràfica per Robert L. Reiner. Per ser publicat a principis del 2023 per Fantagraphics, el manuscrit havia estat lliurat a Reiner a finals dels anys seixanta quan era un editor i editor de fanzine adolescent. La història descriu un cens que es farà en un futur llunyà. Una civilització de "homes mestres" governa un imperi galàctic i visita aquest planeta per determinar si val la pena unir-se a un congrés imperial. La pertinença significa accés a tecnologia i protecció. En avaluar aquest planeta en particular, els Mestres es sorprenen amb el que troben. El llibre està il·lustrat per l'artista EC/Creepy/MAD, guanyador del premi Milton Caniff, Angelo Torres i el molt aclamat escultor i pintor de velocitat austríac Stefan Koidl. La introducció i el pròleg estan escrits pel novel·lista gràfic guanyador del premi Eisner Emil Ferris.
Binder es va convertir en editor de la revista Space World, un moviment que va acabar en fallida a principis dels anys seixanta. Com va recordar el 1974:
| « | Estic lluny de ser jubilat, simplement perquè no m'ho puc permetre. Tots els diners que vaig guanyar amb els Marvels i que havia estalviat es van esgotar quan, l'any 1960, vaig invertir com a soci júnior en la publicació de Space World, una revista sobre astronomia... Crec que va ser una bona feina. va fer com a redactor en cap, tot i que el públic es va mantenir allunyat en massa... Una pèrdua cada mes amb vendes baixes. La revista va durar uns 16 números, durant els quals Bill Woolfolk i jo havíem ingressat més diners —vaig hipotecar la meva casa—, tots pagats per Cap— i en préstecs, etc., però mai vam tenir la sort. trencar. Així que em va deixar sense reserves de diners, i vaig tornar als còmics fins al 1967, quan la meva filla, el nostre únic fill, va ser assassinada per un cotxe als 14 anys. Per motius difícils d'explicar, la meva dona i jo ens vam traslladar d'Englewood , Nova Jersey, al nord de l'estat de Nova York, on vivia Jack. Estava bastant trencat i em va costar tornar a escriure aquí, però vaig tornar a la ciència-ficció, aquesta vegada quan va arribar al mercat. | » |

La filla d'Otto Binder, Mary, havia anat cap a l'escola un matí quan un cotxe va saltar el voral, va entrar al camí d'accés davant de l'escola i la va matar. Tal com va recordar el productor de cinema i historiador de còmics Michael Uslan, un amic de la família, "Otto no es va recuperar mai. La seva dona no es va recuperar mai. Va tenir una crisi i l'Otto va començar a beure i, finalment, va morir d'un atac de cor  I ells tres. van desaparèixer, com en un instant". Binder va recordar en una història dels còmics de 1972, que després de la mort de la seva filla
| « | ... finalment ens vam decidir a "començar una nova vida". Quan ens vam traslladar a l'estat de Nova York el 1969, vaig deixar DC i els còmics per complet i vaig tornar al camp de la ciència-ficció de butxaca. Curtis Books va comprar set dels meus llibres seguits, inclosos alguns antics, i Belmont va publicar una altra mitja dotzena. Vaig començar a vendre 'gòtics' a més d'un lot de llibres i articles de plats voladors per a la revista Saga. | » |

El 1973, Binder va treballar per a Pendulum Press de Vincent Fago, adaptant històries clàssiques de ciència-ficció en format de còmic, com Frankenstein, L'home invisible, La màquina del temps, 20.000 llegües sota el mar i L'illa misteriosa.
Va morir a Chestertown, Nova York, el 13 d'octubre de 1974, deixant enrere, comptava Bridwell, "gairebé 50.000 pàgines de còmics" que comprenien "més de 1.300 guions per a Fawcett" i "més de 2.000 per a 20 editorials més", incloent "unes 93". herois en 198 revistes".

## Premis i llegat
Binder va ser inclòs pòstumament al Saló de la Fama de Jack Kirby el 1999 i al Saló de la Fama de Will Eisner el 2004. Va ser el guanyador pòstum del premi Bill Finger el 2010.
Es fa referència a Binder al primer episodi de la sèrie de televisió del 2015 Supergirl, ja que el personatge del títol evita que un avió paralitzat s'estavella contra el "pont Otto Binder".

### DC Comics
- Action Comics núm.127–146, 182, 195, 200, 202, 204–260, 262–265, 267–268, 270–273, 317, 320, 323, 326, 331, 335–337, 341–342, 344, 349–353, 357, 359, 361–364, 367–369, 371–372, 374–377 (1948–1969)
- Adventure Comics núm.130–147, 201–204, 206, 210–211, 214–215, 217–222, 226–227, 229–231, 233–238, 241–242, 245–247, 249, 251, 255–257, 259–265, 276, 278–279, 282, 287, 289, 355 (1948–1967)
- Detective Comics núm.138–147, 150, 203–205, 207–224 (1948–1955)
- House of Mystery núm.32, 37, 181, 257 (1954–1978)
- Metal Men núm.30–32 (1968)
- Mystery in Space núm.19–23, 26–52, 54, 57–58. 108, 110 (1954–1966)
- Showcase núm.9–10 (Lois Lane) (1957)
- Star-Spangled Comics núm.81, 85–87, 89–90, 94 (1948–1949)
- Strange Adventures núm.42, 44–54, 57, 59–66, 71–72, 75–78, 80–92, 94–100, 103, 108–110, 188, 193, 200, 202 (1954–1967)
- Superboy núm.37–38, 40, 42–64, 66–78, 80–81, 85, 92, 99, 114–115, 118, 121–122, 124–127, 130–133, 136, 139–140, 144–145 (1954–1968)
- Superman núm.97, 109, 111, 114–115, 117, 121–124, 126–127, 129–134, 138–140, 142–143, 146, 173, 176–177, 179, 184, 186, 188–189, 192, 194, 196, 205, 215 (1955–1969)
- Superman's Girl Friend, Lois Lane núm.1–5, 14, 17–19, 22–23, 27, 55–61, 71 (1958–1967)
- Superman's Pal Jimmy Olsen núm.1–37, 39–41, 44–48, 50–51, 84, 87–90, 98, 105, 112, 116–118 (1954–1969)
- World's Finest Comics núm.33–34, 37–44, 105–106, 108 (1948–1960)

## Còmics de Fawcett
- America's Greatest Comics núm.2, 6, 8 (1942–1943)
- Bulletman núm.3, 9–10, 14 (1942–1946)
- Captain Marvel Adventures núm.8–11, 14, 16–18, 20–58, 61–76, 78–97, 100–150 (1942–1953)
- Captain Marvel Jr. núm.1–18, 21, 23, 28–29, 35–36, 38–63, 65, 68, 70–74, 76–90, 93, 95–96, 101–102 (1942–1951)
- Destination Moon núm.1 (1950)
- Ibis the Invincible núm.1–2 (1942–1943)
- Marvel Family núm.1–4, 7, 10, 53 (1945–1950)
- Mary Marvel núm.1–8, 10–24, 26–28 (1945–1948)
- Master Comics núm.16, 18–19, 21–22, 25, 33, 40 (1941–1943)
- Whiz Comics núm.21–22, 27–28, 39 (1941–1943)

### Còmics de claus d'or
- Doctor Solar, Man of the Atom núm.7 (1964)

### Marvel Comics
- All Winners Comics núm.21 (1947)
- Captain America Comics núm.8–9, 12, 15, 18, 23, 32, 35, 37–40, 62 (1941–1947)
- Kid Komics núm.1, 4–5 (1943–1944)
- Marvel Classics Comics núm.2, 4, 11, 13 (1976)
- Marvel Mystery Comics núm.49–66, 70–72 (1943–1946)
- Young Allies núm.12–13, 18–20 (1944–1946)

### Còmics de qualitat
- Doll Man núm.5 (1943)
- National Comics núm.27 (Uncle Sam) (1942)

### Novel·les
- Lords of Creation (1949)
- Adam Link—Robot (1965)
- Anton York, Immortal (1965)
- Enslaved Brains (1965)
- The Avengers Battle the Earth-Wrecker (1967)
- What We Really Know about Flying Saucers (1967)